# 씨스웩
씨스웩(1990년 10월 17일 ~)은 대한민국의 래퍼, 음악 프로듀서다. 2015년 싱글 《No Regrets》로 데뷔했다.

## 방송
- 하고싶은말을해라 1 (2020) - Top16

## 공연
- CRUMP VOL．12 〈2022 신년 맞이 힙합 콘서트〉 (2022)